# Balkundra
Balkundra (en hindi: बालकुन्द्र ) es una localidad de la India, en el distrito de Hazaribagh, estado de Jharkhand.

## Geografía
Se encuentra a una altitud de 371 m s. n. m. a 52 km de la capital estatal, Ranchi, en la zona horaria UTC +5:30.

## Demografía
Según estimación 2010 contaba con una población de 5 667 habitantes.